# Virginia Etiaba
Virginia Ngozi Etiaba (* 11. November 1942 in Nnewi) ist eine nigerianische Politikerin und war von November 2006 bis Februar 2007 Gouverneurin des Bundesstaates Anambra im Südosten Nigerias. Etiaba war die erste Frau, die als Gouverneurin eines nigerianischen Bundesstaates amtierte.

## Leben
Etiaba wurde in Nnewi im Bundesstaat Anambra geboren und wuchs bei ihrem Onkel Chief Pius Ejimbe auf. Sie besuchte die Sekundarschule in Kano, Nigeria und absolvierte eine Lehrerausbildung im Bundesstaat Gombe. 1998 heiratete sie Bennet Etiaba aus Umudim in Nnewi-North. Aus der Ehe sind sechs Kinder hervorgegangen.
35 Jahre lang arbeitete sie als Lehrerin und leitete verschiedene Schulen in Kafanchan, Aba, Port Harcourt und Nnewi. Im Jahr 1991 schied sie aus dem Dienst der Regierung des Bundesstaates Anambra aus und gründete die Bennet Etiaba Memorial Schools in Nnewi. Etiaba wurde am 9. Februar 2006 als Gouverneurin von Anambra eingesetzt, nachdem ihr Vorgänger Gouverneur Peter Obi von der Legislative des Bundesstaates wegen angeblichen groben Fehlverhaltens angeklagt wurde. Drei Monate später übertrug sie ihre Befugnisse wieder auf Obi, dessen Amtsenthebung von einem Berufungsgericht aufgehoben wurde. Im März 2006 trat sie als Leiterin ihrer Schule zurück, und übernahm von 2006 bis 2011 das Amt des stellvertretenden Gouverneurs von Anambra State.
1998 wurde bei Etiaba in Nigeria Dickdarmkrebs diagnostiziert, was am King’s College London Hospital in London bestätigt wurde. Sie ist von der Krankheit wieder genesen und nutzt ihre Erfahrung um andere zur Krebsvorsorge zu motivieren.
Etaba wurde zur Dame (Baroness) Commander of the Order of the Niger erhoben.